# Dimmi la verità (film 1961)
Dimmi la verità (Tammy Tell Me True) è un film del 1961 diretto da Harry Keller, tratto dal romanzo di Cid Ricketts Sumner Tammy Tell Me True. Il film ha avuto un seguito nel 1963 dal titolo Il sole nella stanza, interpretato ancora una volta da Sandra Dee.

## Trama
(Hamina Tyree)
Hamina è una ragazza molto semplice, cresciuta sul fiume su un barcone insieme alla nonna, morta qualche tempo prima e al nonno, che ora è in prigione per aver fabbricato e venduto del whisky. Qualche tempo prima, il nonno e Hamina avevano salvato Peter che era precipitato con il suo aereo nel fiume e la ragazza se ne era infatuata. Viste le difficoltà e la mancanza del nonno, Peter aveva portato Hamina a casa sua, ma qui la ragazza si era sentita inadeguata e ignorante. Abituata a ottenere quel che vuole, Hamina decide di tornare sul fiume e di andare all'università per imparare a parlare.
Pur non avendo precedenti istruzioni, il college di Seminola accetta l'iscrizione di Hamina come studente "speciale" e la inserisce nei corsi di oratoria tenuti dal bel professore Tom Freeman e nel corso di letteratura. La ragazza chiede alla gentilissima preside di segnalarla per dei lavori che potrebbero aiutarla a guadagnare del denaro che le permetterebbe di mantenersi. Il primo incarico che le viene affidato è come dama di compagnia della signora Annie Call.
Hamina trova una vecchietta acida e scontrosa ma, con la sua semplicità, riesce a far breccia nella donna, tanto che questa fugge nottetempo e si trasferisce a vivere sul barcone in gran segreto. Nel frattempo, le lezioni non vanno bene e Hamina, abituata ad esprimersi in modo insolito e ad agire fuori dagli schemi, non riesce ad inserirsi tra i compagni di scuola. Tra i suoi lavoretti di babysitter Hamina scopre la televisione per la prima volta e nuovi metodi (bizzarri) per educare i figli.
A tutti quelli che incontra porta gioia e anche chi, inizialmente non l'apprezzava, scopre la sua grande profondità e bontà di cuore. Uno di questi è Tom di cui Hamina si innamora, cancellando il ricordo di Peter. Purtroppo la nipote della signora Call sta cercando la zia per farla internare e impossessarsi del suo patrimonio. Ma anche questa volta, grazie ad Hamina, andrà tutto bene.

## Produzione
Il film è stato prodotto dalla Ross Hunter Productions Inc. e dalla Universal International Pictures.

## Distribuzione
Il film è stato distribuito da Universal Pictures ed è uscito nelle sale cinematografiche statunitensi il 26 luglio 1961.

## Colonna sonora
La canzone che Sandra Dee interpreta nel film si intitola Tammy Tell Me True, come il titolo originale, ed è cantata da Dorothy Squires.